# Yoshio Koizumi
Yoshio Koizumi (小泉 佳穂?, Koizumi Yoshio; Tokyo, 5 ottobre 1996) è un calciatore giapponese, centrocampista del Kashiwa Reysol.

## Caratteristiche tecniche
Di piede ambidestro, è un centrocampista offensivo che predilige giocare in posizione centrale, dove grazie alla sua buona visione di gioco può creare diverse occasioni da gol. Preciso nei passaggi, soprattutto nelle palle lunghe, è in grado di effettuare pressing alto sugli avversari.

## Carriera

### Giovanili
Cresciuto nel settore giovanile U-15 dell'FC Tokyo, non riesce ad ottenere la promozione nella squadra U-18 e quindi dopo la selezione si lega alla Maebashi Ikuei High School, dove al terzo anno gioca nel campionato nazionale di calcio delle scuole superiori.
Dopo la laurea, si unisce all'Aoyama Gakuin University, indossando la maglia numero 10 dal 2015 fino al 2018.

### FC Ryūkyū
Nel 2019 viene tesserato dall'FC Ryūkyū, squadra militante in J2 League. Fa il suo debutto nel professionismo nella partita di campionato persa in trasferta contro il JEF United Ichihara Chiba entrando in campi all’82º minuto sostituendo il mediano Hayata Komatsu. Il successivo 16 novembre, realizza il suo primo assist a Shūto Kawai nella sfida di J2 League vinta per 2-1 ai danni dell'Ehime FC.
Il 9 settembre 2020, effettua il suo primo gol nella gara di campionato vinta in casa per 5-0 contro l'Omiya Ardija, segnando nei minuti di recupero del secondo tempo.

### Urawa Red Diamonds
Il 25 dicembre 2020 viene ufficializzato il suo acquisto dagli Urawa Red Diamonds a titolo definitivo per la stagione 2021 di J1 League.
Riesce ad affermarsi già alla prima giornata di campionato, facendo il suo esordio nella massima divisione nipponica nella sfida terminata in parità contro l'FC Tokyo del 27 febbraio 2021 e venendo schierato sin nella formazione di partenza.
Il 25 aprile seguente si mette in mostra facendo due assist nella vittoria contro l'Oita Trinita, mentre due mesi più tardi segna la sua prima rete con la maglia degli Urawa Red Diamonds, grazie ad una conclusione violenta ma precisa calciata da fuori area, battendo l'Avispa Fukuoka per 2-0.
Il 19 dicembre 2021 vince il primo trofeo della sua carriera, riuscendo a sconfiggere l'Oita Trinita per 2-1 nella finale di Coppa dell'Imperatore 2021.

## Statistiche

### Presenze e reti nei club
Statistiche aggiornate al 19 dicembre 2021.
| Stagione          | Club              | Campionato        | Campionato | Campionato | Coppe nazionali | Coppe nazionali | Coppe nazionali | Coppe continentali | Coppe continentali | Coppe continentali | Supercoppe | Supercoppe | Supercoppe | Totale | Totale |
| Stagione          | Club              | Comp              | Pres       | Reti       | Comp            | Pres            | Reti            | Comp               | Pres               | Reti               | Comp       | Pres       | Reti       | Pres   | Reti   |
| ----------------- | ----------------- | ----------------- | ---------- | ---------- | --------------- | --------------- | --------------- | ------------------ | ------------------ | ------------------ | ---------- | ---------- | ---------- | ------ | ------ |
| 2019              | Ryūkyū Okinawa    | J2                | 12         | 0          | CI              | 1               | 0               | -                  | -                  | -                  | -          | -          | -          | 13     | 0      |
| 2020              | Ryūkyū Okinawa    | J2                | 38         | 6          | -               | -               | -               | -                  | -                  | -                  | -          | -          | -          | 38     | 6      |
| Totale FC Ryūkyū  | Totale FC Ryūkyū  | Totale FC Ryūkyū  | 50         | 6          |                 | 1               | 0               |                    | -                  | -                  |            | -          | -          | 51     | 6      |
| 2021              | Urawa Reds        | J1                | 34         | 2          | CdL+CI          | 8+5             | 1+1             | -                  | -                  | -                  | -          | -          | -          | 47     | 4      |
| 2022              | Urawa Reds        | J1                | 27         | 3          | CdL+CI          | 4+0             | 1+0             | ACL                | 9                  | 2                  | -          | -          | -          | 40     | 6      |
| 2023              | Urawa Reds        | J1                | 26         | 1          | CdL+CI          | 1+8             | 0+0             | ACL                | 7                  | 1                  | CmC        | 1          | 0          | 43     | 2      |
| Totale Urawa Reds | Totale Urawa Reds | Totale Urawa Reds | 87         | 6          |                 | 26              | 3               |                    | 16                 | 3                  |            | 1          | 0          | 130    | 12     |
| Totale carriera   | Totale carriera   | Totale carriera   | 137        | 12         |                 | 26              | 3               |                    | 16                 | 3                  |            | 1          | 0          | 181    | 18     |

## Palmarès

### Club

#### Competizioni nazionali
- Coppa dell'Imperatore: 1

Urawa Reds: 2021
- Supercoppa del Giappone: 1

Urawa Reds: 2022

#### Competizioni internazionali
- AFC Champions League: 1

Urawa Reds: 2022